# Raimundo Parente
Raimundo Gomes de Araújo Parente (Manaus, 4 de novembro de 1930 – Manaus, 4 de maio de 1991) foi um advogado, promotor de justiça e político brasileiro que representou o Amazonas no Congresso Nacional.

## Dados biográficos
Filho de Francisco das Chagas Gomes de Araújo e Alzira Parente de Araújo. Advogado formado pela Universidade Federal do Amazonas, foi chefe de polícia, delegado do Departamento de Ordem Política e Social (DOPS) e promotor de justiça. Nomeado chefe de gabinete do governador e diretor-geral do Departamento de Estradas e Rodagem, foi eleito deputado federal em 1966 e figurou como primeiro suplente em 1970, sendo efetivado quando o Tribunal Regional Eleitoral cassou Rafael Faraco no ano seguinte. Reeleito em 1974, foi escolhido presidente do diretório estadual da ARENA, o que lhe valeu um mandato de senador pela via indireta em 1978, migrando a seguir para o PDS. Eleitor de Paulo Maluf no Colégio Eleitoral em 1985, candidatou-se à reeleição via PDT em 1986, mas não obteve sucesso. Nomeado secretário municipal extraordinário para Assuntos Parlamentares e Articulação Política pelo prefeito Artur Virgílio Neto em 1989, perdeu a eleição para deputado federal pelo  PSDB em 1990.